# Aéroport de Sachéon
L'aéroport de Sachéon est un aéroport en Corée du Sud (code IATA : HIN • code OACI : RKPS). Il dessert la ville de Sachéon. L'aéroport a commencé son service en 1977, après des années de retards. En 2011, 143 483 passagers ont utilisé l'aéroport.

## Situation
| \| 50 km1:8 448 000 \| Cheongju Daegu Busan · Gimhae Séoul · Gimpo Gunsan Gwangju Séoul · Incheon Jeju Muan Pohang Sachéon Ulsan Wonju Yangyang Yeosu |
| 50 km1:8 448 000 |

## Statistiques
Pour des raisons techniques, il est temporairement impossible d'afficher le graphique qui aurait dû être présenté ici.

Voir la requête brute et les sources sur Wikidata.

## Compagnies aériennes et destinations
Sachéon est un aéroport domestique avec seulement deux compagnies aériennes. 
| Compagnies      | Destinations      |
| --------------- | ----------------- |
| Asiana Airlines | Séoul-Gimpo       |
| Korean Air      | Jeju, Séoul-Gimpo |